# Rani Chennabhairadevi
 (juillet 2024).
Rani Chennabhairadevi (également appelé Raina-Da-Pimenta par les Portugais) est une reine indienne du XVIe siècle, à la tête de la province de Nagire sous le royaume de Vijayanagara. Elle est officiellement connue sous le nom de Mahamandaleshwari Rani Chennabhairadevi après être devenu officiellement reine. Elle est considérée comme la reine qui a régné le plus longtemps dans l'histoire de l'Inde, de 1552 à 1606, soit une période de 54 ans. Elle est également connue pour ses guerres contre les Portugais en 1559 et 1570, qu'elle a gagnées, ce qui a contribué à nouer des relations commerciales avec les Portugais.
Elle est surnommée la « reine du poivre » par les Portugais, car elle a exportée une grande quantité de poivre et d'autres épices vers les régions européennes et arabes via les ports de Bhatkal et Honnavar.

## Province de Nagire
La province de Nagire, également connue sous le nom de province de Gerusoppa, est l'une des petites provinces sous le contrôle du roi de Vijayanagara, connu sous le nom de Mahamandala. La province suit les rives du fleuve Sharavathi et s'étend du sud de Goa jusqu'au Malabar. Gerusoppa est la capitale de la province. La province est riche en épices et possède d'importants ports sur la côte ouest, comme Bhatkal, Honnavar et Karwar.
Les provinces de Bilgi et Keladi sont voisines de Nagire et tentent souvent de conquérir Nagire pour étendre leurs royaumes. Pour les contrer, Chennabhairadevi développe de bonnes relations avec les rois de Bijapur.

## Histoire
Les rois de la branche de la dynastie Saluva de Vijayanagar dirige Gerusoppe, tandis qu'une autre dynastie dirige Haduvalli. Le roi Immadi Devaraya (1515-1550) de Gerusoppe combat les Portugais. Après sa défaite dans une bataille acharnée près de MadaGoa en 1542, les Portugais ont incendiés la capitale Bhatkala. Son épouse Chennadevi est la sœur aînée de Chennabhairadevi. Chennabhairadevi est de confession jaïne.
Le capitaine portugais Alfonso D'Souza a attaqué Bhatkala, est ainsi a vaincu Chennadevi, et par la suite a brûlé Bhatkala. Le capitaine portugais l'accuse d'avoir abrité des navires mahométans dans le port et de ne pas payer la Kappa conformément à l'accord avec les Portugais. Ainsi, sa sœur aînée, Chennabhairadevi a obtenu le pouvoir à Gerusoppe.

## Règne de la reine
Mahamandaleshwari Chennabhairadevi est félicité par les historiens pour avoir gouverné de la meilleure des manières. Elle a régnée de 1552 à 1606.

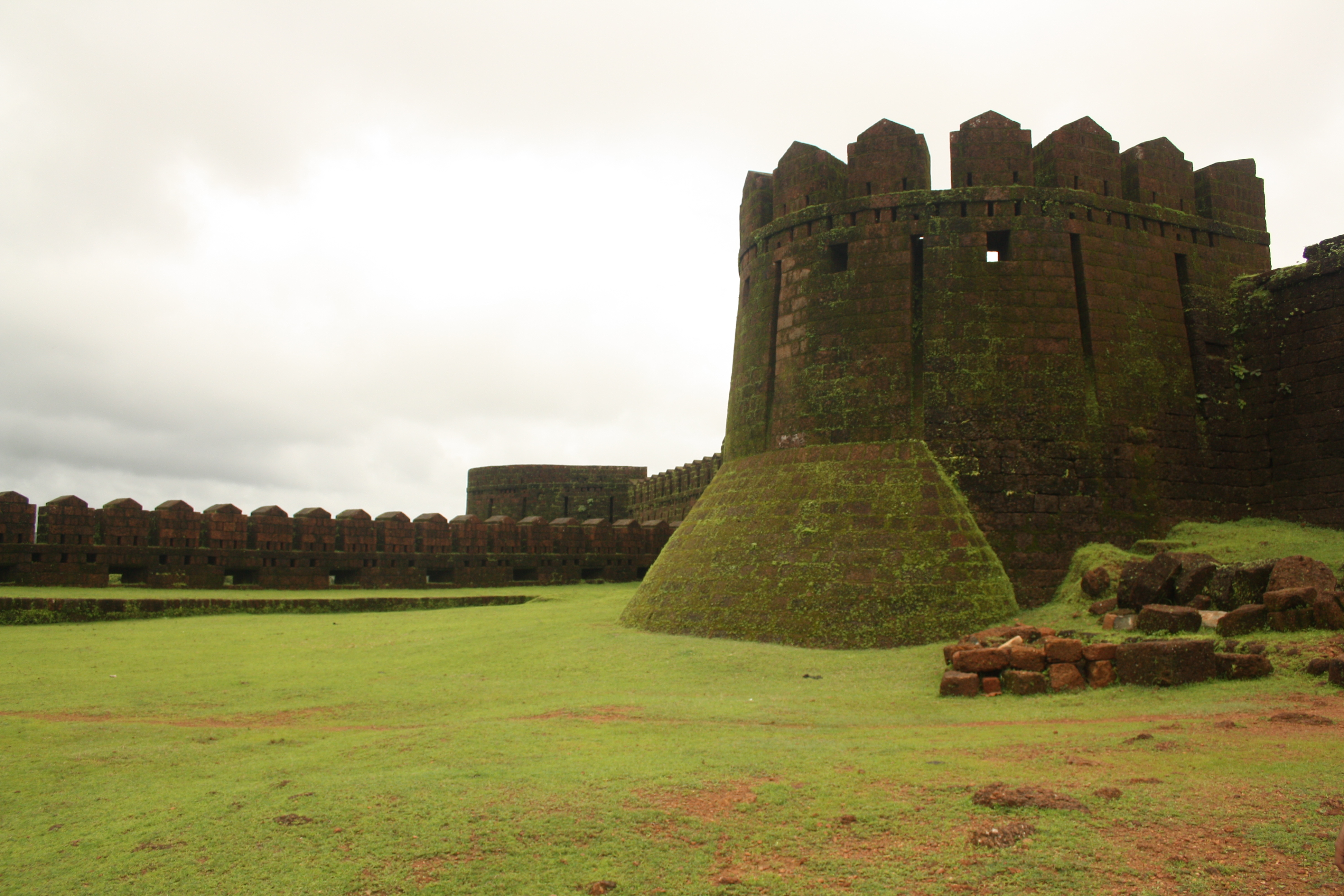
Le fort de Mirjan, construit par Chennabhairadevi, est situé dans l'actuel district d'Uttara Kannada.

Le royaume de Chennabhairadevi possède plusieurs districts en son sein, dont Dakshina Goa, Uttara Kannada, Dakshina Kannada, Bhatkala, Malpe, Honnavara, Mirjan, Ankola, Byndur et Karwar.
Le poivre, la cannelle, la muscade, le gingembre et le bois de santal sont exportés vers l'Europe sous son règne.

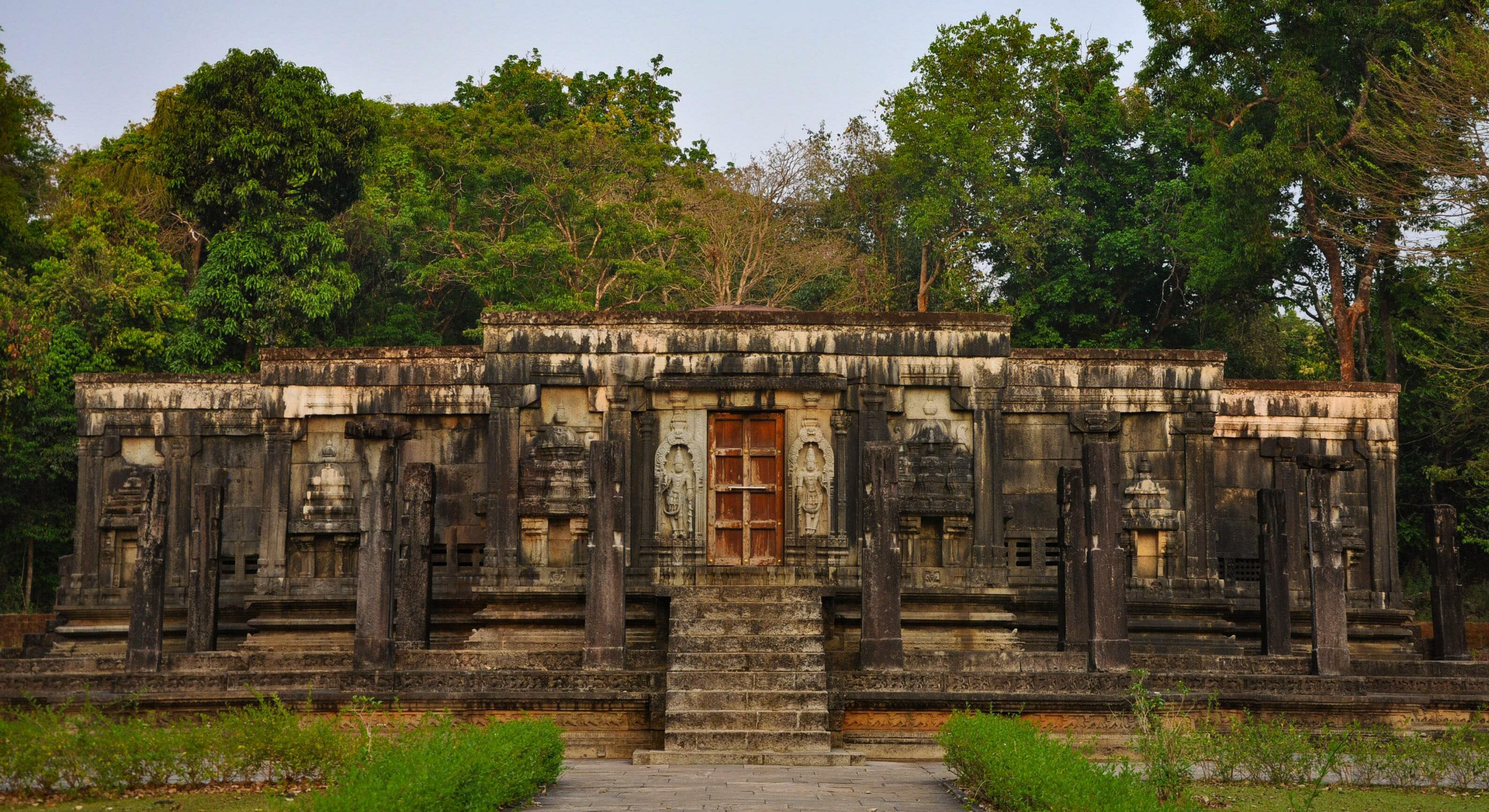
Chaturmukha Basadi à Gerusoppa.

Les vestiges du fort Mirjan et du fort Kanur construit lors de son règne sont encore visibles. Elle a construit le Chaturmukha Basadi à Karkala en 1562. La reine a hébergé dans son royaume les Konkanis de la communauté des Brahmanes Saraswat, qui ont cherché refuge dans le royaume de Chennabhairadevi pour échapper à la conversion forcée des Portugais. Un roi jaïniste l'aide à construire et à rénover de nombreux temples shivaïtes, vishnouïtes comme shaktistes. Les Rani (rois et reines) ont également aidé à la rénovation du temple Yoganarasimha Swami et de Vardhamana Basadi à Baderu ou Venupura.

## Guerres contre les Portugais
La reine a combattue les Portugais en 1559 et 1570 et a remporté les deux guerres. Elle commande également une armée en 1571. Cette armée unie comprend de nombreux rois, dont les sultans du Gujarat, les sultans de Bidar, les Adil Shahis de Bijapur et les dirigeants Zamorins du Kerala.